# Cardenal Mendoza
Cardenal Mendoza är en Spansk brandy från distriktet Jerez. 
Dess mörka färg och intensiva karaktär av russin och plommon kommer från solera-lagring på fat som tidigare använts för Pedro Ximénez-sherry.
Namnet är en hyllning till Pedro González de Mendoza och produkten har producerats sedan 1887. Numera (i.e. 2011) säljs den i fyra kvalitetsklasser: classico, lujo, carta real och non plus ultra.